# Demons of the Punjab
"Demons of the Punjab" é o sexto episódio da décima primeira temporada da série de ficção científica britânica Doctor Who, transmitido originalmente através da BBC One em 11 de novembro de 2018. Foi escrito por Vinay Patel, sendo dirigido por Fiona McAllister.
No episódio, Yasmin Khan (Mandip Gill) pede à Doutora (Jodie Whittaker) para para ver sua avó (Leena Dhingra) durante a sua juventude (Amita Suman), levando seus amigos Graham O'Brien (Bradley Walsh) e Ryan Sinclair (Tosin Cole) nos eventos que precedem a partição da Índia.
O episódio foi assistido por 5,77 milhões de telespectadores durante a noite.

## Enredo
Enquanto comemorava o aniversário de sua avó Umbreen, Yasmin recebeu um relógio quebrado dela. Curiosa por suas origens, Yasmin pede à Doutora que a leve de volta ao passado de sua avó. Embora Hesitante, ela concorda, trazendo ela e os outros ao Punjab em agosto de 1947. Ao chegar, Yasmin descobre que o dono anterior do relógio era um homem hindu chamado Prem, com quem Umbreen mais jovem iria se casar, apesar da família de Yasmin ter raízes muçulmanas. A Doutora observa que o grupo chegou em 14 de agosto, um dia antes da partição da Índia. Ela aconselha seus amigos a se apressarem para a cerimônia de casamento para garantir que Umbreen, Prem e sua família não sejam presas na partição.
Pouco antes de chegar à cerimônia, a Doutora tem visões de figuras alienígenas e breves dores de cabeça. Ao chegar à cerimônia, eles descobrem que o sadhu da cerimônia, Bhakti, foi assassinado. Investigando a morte, ela foi acompanhada por Prem, que revela que ele viu os alienígenas que ela testemunhou, na época da morte de seu irmão durante seu serviço militar na Segunda Guerra Mundial. Assumindo que os alienígenas mataram Bhakti, ela finalmente encontra sua nave e os encontra. Ela os reconhece como membros do Thijian, uma raça de assassinos, mas eles vieram para a Terra apenas para testemunhar àqueles que morrem sozinhos. Depois de revelar que Prem se tornará uma vítima da partição, eles permitem que a Doutora, a cada pedido, leve uma gravação da morte de Bhakti. A filmagem revela que Bhakti foi assassinado pelo irmão mais novo de Prem, Manish, que se opôs ao casamento.
Voltando aos outros, ela revela o que descobre. Yasmin é convencida no dia seguinte, que é a cerimônia do casamento. Durante esse momento, ela e suas companheiras observam como o relógio de Prem quebrando e foi dado a Umbreen. Vendo Manish, a Doutora o aborda pelo assassinato de Bhakti, fazendo com que ele revele que contatou um pequeno grupo de nacionalistas hindus armados para atacar a recepção do casamento. Enquanto Umbreen e sua mãe escapam com o grupo da Doutora, Prem permanece com Manish e morre quando os nacionalistas atiram nele.

## Produção

### Elenco
Após o episódio de estreia, "The Woman Who Fell to Earth" ser transmitido, foi anunciado que Shane Zaza, Hamza Jeetooa e Amita Suman estariam entre os atores convidados que aparecem na temporada. Eles interpretaram Prem, Manish e a jovem Umbreen, respectivamente.

### Música
O tema de encerramento do episódio foi arranjado após o estilo de música punjabi do compositor da série Sejin Akinola, que compartilhou fotos dos músicos no Twitter.

### Filmagens
O episódio foi filmado na província de Granada, na Espanha.

## Transmissão e Recepção
| Críticas profissionais            | Críticas profissionais |
| Avaliações da crítica             | Avaliações da crítica  |
| Fonte                             | Avaliação              |
| --------------------------------- | ---------------------- |
| Rotten Tomatoes (Tomatometer)     | 96%                    |
| Rotten Tomatoes (Pontuação geral) | 7.8                    |
| Entertainment Weekly              | B+                     |
| Daily Mirror                      | [ 6 ]                  |
| New York Magazine                 | [ 7 ]                  |
| Radio Times                       | [ 8 ]                  |
| The A.V. Club                     | B+                     |
| The Telegraph                     | [ 10 ]                 |
| TV Fanatic                        | [ 11 ]                 |

### Audiência
"Demons of the Punjab" foi assistido por 5,77 milhões de telespectadores durante sua exibição inicial, uma participação de 27,5% do público total, tornando-se a segunda maior audiência naquela noite e a décima maior audiência durante toda a semana. O episódio recebeu uma pontuação do índice de valorização do público-alvo (Appreciation Index) de 83.

### Recepção crítica
O episódio recebeu avaliações positivas. No Rotten Tomatoes, detém uma taxa de aprovação de 96%, com base em 25 revisões, e uma pontuação média de 7,8 / 10. O consenso dos críticos afirma que "'Demons of Punjab' foca na família e no progresso, solidificando o selo temático coesivo nesta temporada."